# Morenos
Morenos är en ort i Mexiko.   Den ligger i kommunen San Nicolás Tolentino och delstaten San Luis Potosí, i den centrala delen av landet, 300 km norr om huvudstaden Mexico City. Morenos ligger 1 348 meter över havet och antalet invånare är 347.
Terrängen runt Morenos är huvudsakligen kuperad. Morenos ligger nere i en dal. Runt Morenos är det glesbefolkat, med 9 invånare per kvadratkilometer. Närmaste större samhälle är San Nicolás Tolentino, 6,1 km nordväst om Morenos. I omgivningarna runt Morenos växer i huvudsak blandskog.